# Interslavo
L'interslavo (Medžuslovjansky / Меджусловјанскы) è una lingua ausiliaria pan-slava. Il suo scopo è quello di facilitare la comunicazione tra parlanti di varie lingue slave, nonché di consentire alle persone che non parlano una lingua slava di comunicare con parlanti slavi essendo mutuamente intelligibili con la maggior parte, se non tutte, le lingue slave. Può svolgere un ruolo educativo per slavi e non.
L'interslavo può essere classificato come una lingua semicostruita. Si tratta essenzialmente di una alternativa moderna o, se si preferisce, una continuazione, dell'antico slavo ecclesiastico, ma include e sfrutta le varie forme linguistiche improvvisate che gli slavi hanno utilizzato per comunicare con slavi di altre nazionalità, ad esempio in ambienti multislavi e su Internet, fornendo a queste forme linguistiche una base grammaticale chiara. Perciò, sia la grammatica che il vocabolario si basano sui punti in comune tra le lingue slave e gli elementi non slavi vengono evitati e, quando possibile, scartati. Il suo obiettivo principale è la chiara ed immediata comprensibilità, piuttosto che il facile apprendimento, una caratteristica tipica dei linguaggi naturalistici (al contrario di quelli schematici).
Il progetto Interslavic è iniziato nel 2006 con il nome di Slovianski. Nel 2011, Slovianski ha subito una profonda riforma e si è fusa con altri due progetti, diventando "Interslavic", un nome proposto per la prima volta dal ceco Ignác Hošek nel 1908.
Come per tutte le lingue della famiglia linguistica slava, l'interslavo è generalmente scritto utilizzando lettere latine o cirilliche o, in rare occasioni, la scrittura glagolitica.

## Storia
I precursori dell'interslavo hanno una lunga storia e precedono di secoli lingue costruite come il volapük e l'esperanto: la descrizione più antica, scritta dal sacerdote croato Juraj Križanić, risale agli anni 1659–1666. La storia dei progetti di lingue pan-slave è strettamente connessa con il pan-slavismo, un'ideologia che mira all'unificazione culturale e politica di tutti gli slavi, basata sulla concezione che tutti i popoli slavi fanno parte di un'unica nazione slava. Insieme a questa convinzione venne anche la necessità di una lingua slava "stampella". L'antico slavo ecclesiastico aveva in parte svolto questo ruolo nei secoli precedenti, come lingua amministrativa in gran parte del mondo slavo, ed era ancora usato su larga scala nella liturgia ortodossa, dove svolgeva un ruolo simile al latino in Occidente. Un forte candidato per una lingua più moderna è il russo, la lingua del più grande (e durante la maggior parte del XIX secolo l'unico) stato slavo e anche lingua madre di oltre la metà degli slavi. Tuttavia, il ruolo della lingua russa come lingua franca nell'Europa orientale e nei Balcani è diminuito dopo il crollo dell'Unione Sovietica.
Nel marzo 2006, il progetto Slovianski è stato avviato da un gruppo di persone provenienti da diversi paesi, che sentivano il bisogno di una lingua slava semplice e neutra che gli slavi potessero comprendere senza un precedente apprendimento. La lingua che immaginavano sarebbe dovuta essere naturalistica e consistere solo di materiale esistente in tutte o nella maggior parte delle lingue slave, senza aggiunte artificiali. Inizialmente, Slovianski veniva sviluppato in due diverse varianti: una versione naturalistica nota come Slovianski-N (iniziata da Jan van Steenbergen e ulteriormente sviluppata da Igor Polyakov), e una versione più semplificata nota come Slovianski-P (iniziata da Ondrej Rečnik e ulteriormente sviluppato da Gabriel Svoboda). La differenza era che Slovianski-N aveva sei casi grammaticali, mentre Slovianski-P, come l'inglese, il bulgaro e il macedone, usava invece le preposizioni. Oltre a queste due varianti (N sta per naturalismo, P per pidgin o prosti "semplice"), è stata sperimentata anche una versione schematica, Slovianski-S, ma è stata abbandonata in una fase iniziale del progetto. Nel 2009 è stato deciso che solo la versione naturalistica sarebbe continuata con il nome Slovianski. Sebbene Slovianski avesse tre generi (maschile, femminile, neutro), sei casi e la coniugazione completa dei verbi - caratteristiche solitamente evitate nelle lingue ausiliarie internazionali - è stato raggiunto un alto livello di semplificazione mediante desinenze semplici e non ambigue e irregolarità ridotte al minimo.
Slovianski è stato utilizzato principalmente nel traffico Internet e in una newsletter, Slovianska Gazeta. A febbraio e marzo 2010 c'è stata molta pubblicità su Slovianski dopo che gli erano stati dedicati articoli sul portale internet polacco Interia.pl e sul quotidiano serbo Večernje Novosti. Poco dopo, articoli su Slovianski sono apparsi sul quotidiano slovacco Pravda, sul sito di notizie dell'emittente ceca ČT24, nella blogosfera serba e anche sull'edizione serba di Reader's Digest, come altri giornali e portali internet in Repubblica Ceca, Slovacchia, Ungheria, Serbia, Montenegro, Bulgaria e Ucraina.
Slovianski ha svolto un ruolo anche nello sviluppo di altri progetti correlati, come Rozumio (2008) e Slovioski (2009). Nel 2009 è stata pubblicata una nuova lingua, il neoslavo ("Novoslovienskij", poi "Novoslověnsky") dal ceco Vojtěch Merunka, basata sulla grammatica dell'antico slavo ecclesiastico, ma utilizzando parte del vocabolario di Slovianski.
Nel 2011, Slovianski, Slovioski e Novoslověnsky si sono fusi in un progetto comune sotto il nome di Interslavic (Medžuslovjanski). La grammatica e il dizionario Slovianski sono stati ampliati per includere anche tutte le opzioni del neoslavo, trasformandolo in un linguaggio più flessibile basato su prototipi piuttosto che su regole fisse. Da quel momento, Slovianski e Novoslověnsky non sono più stati sviluppati come progetti separati, anche se i loro nomi sono ancora frequentemente usati come sinonimi o "dialetti" di Interslavic.
Nello stesso anno, le varie forme semplificate di Slovianski e Slovioski che avrebbero dovuto soddisfare le esigenze di principianti e non slavi furono rielaborate in una forma altamente semplificata di interslavo, Slovianto. Slovianto prevede stadi di complessità: livello 1 con plurali, tempi e vocabolario di base; livello 2 con genere grammaticale e coniugazione verbale di base; e un livello 3 da fare con declinazione del nome.
Dopo la Conferenza sulla lingua interslava del 2017 (CISLa), il progetto di unificare i due standard dell'interslavo era stato avviato da Merunka e van Steenbergen, con una nuova grammatica e ortografia singolare pianificata. Un primo esempio di questo sforzo è la pubblicazione congiunta di Merunka e van Steenbergen sulla diplomazia culturale slava, pubblicata in concomitanza con la conferenza.

## Comunità
Il numero di persone che parlano L'Interslavo è difficile da stabilire; la mancanza di dati demografici è un problema comune tra le lingue costruite, quindi le stime sono sempre approssimative. Nel 2012, l'autore bulgaro G. Iliev ha menzionato "diverse centinaia" di parlanti di Interslavo. Nel 2014, la pagina Facebook della lingua menzionava 4600 parlanti. Per fare un confronto, nello stesso anno 320.000 persone hanno affermato di parlare l'esperanto. Sebbene queste cifre siano notoriamente inaffidabili, Amri Wandel le ha considerate utili per calcolare il numero di parlanti esperanto nel mondo, risultando in un numero di parlanti 1.920.000. Se applicato su Interslavic, questo metodo darebbe un numero di 27.600 parlanti. Una cifra più realistica è fornita nel 2017 da Kocór e.a., che ha stimato che il numero di parlanti interslavi fosse 2000.
L'Interslavo ha una comunità online attiva, inclusi quattro gruppi Facebook con 18 049, 830, 346 e 122 membri rispettivamente entro il 21 marzo 2023 e un forum Internet con circa 490 membri. A parte questo ci sono gruppi su VKontakte (1810 membri), Discord (5505 membri) e gruppi Telegram con 609, 552 e 189 membri.  Naturalmente, non tutte le persone che hanno aderito a un gruppo o organizzazione, o si sono iscritte a un corso di lingua, sono automaticamente parlanti della lingua, ma d'altra parte, non tutti i parlanti ne sono automaticamente membri. Inoltre, i dati sui membri sono stati tradizionalmente utilizzati anche per i calcoli dei parlanti esperanto, anche se non tutti i membri potevano effettivamente parlare la lingua.
Il progetto ha due portali di notizie online, una rivista di esperti peer-reviewed incentrata sulle questioni dei popoli slavi nel più ampio contesto socioculturale dei tempi attuali e un wiki unito a una raccolta di testi e materiali in lingua interslava in qualche modo simile a Wikisource. Dal 2016, Interslavic è utilizzato nella rivista scientifica Ethnoentomology per titoli di articoli, abstract e didascalie di immagini.
Nel giugno 2017 si è svolta una conferenza internazionale nella città ceca di Staré Město vicino a Uherské Hradiště, dedicata all'Interslavic. Le presentazioni sono state tenute in interslavo o tradotte in interslavo. Una seconda conferenza ha avuto luogo nel 2018. Una terza conferenza era prevista a Hodonín nel 2020, ma è stata rinviata a causa della pandemia di COVID-19.
Sono in corso vari esperimenti con l'uso pratico dell'interslavo: brevi canzoni e traduzioni di film. Nel 2022 è apparsa una versione interslava della canzone Jožin z bažin. Nello stesso anno una prima app social in fase iniziale di sviluppo è stata tradotta in interslavo. La traduzione è servita da "protesi" per la mancanza di traduzioni nelle lingue slave.
Un gruppo di volontari composto da madrelingua di tutte le lingue slave standard è stato istituito da uno dei membri del Comitato per la lingua interslava. Sono incluse anche piccole lingue e dialetti slavi come il russino o l'alto sorabo. Il compito del gruppo è quello di migliorare la qualità del dizionario della lingua interslava mediante l'analisi dell'intelligibilità.

## Alfabeto
Uno dei principi fondamentali dell'interslavo è che può essere scritto su qualsiasi tastiera slava. Poiché il confine tra latino e cirillico attraversa il centro del territorio slavo, l'interslavo consente l'uso di entrambi gli alfabeti. A causa delle differenze tra, ad esempio, l'alfabeto polacco e altri alfabeti latini slavi, nonché tra serbo e altri alfabeti cirillici, la variazione ortografica è tollerata. Poiché l'interslavo non è una lingua etnica, non ci sono regole ferree per quanto riguarda l'accento.
| latino   | cirillico | Sostituzioni di tastiera | Pronuncia |
| -------- | --------- | ------------------------ | --------- |
| Aa       | A a       |                          | a         |
| B b      | Б б       |                          | b         |
| C c      | Ц ц       |                          | ts        |
| Č č      | Ч ч       | lat. cz, cx              | t͡ʃ ~ tʂ   |
| D d      | Д д       |                          | d         |
| DŽ Dž dž | ДЖ Дж дж  | lat. dż, dzs, dzx        | d͡ʒ ~ dʐ   |
| E e      | E e       |                          | ɛ         |
| Ě ě      | Є є       | lat. e, cir. е           | jɛ        |
| F f      | Ф ф       |                          | f         |
| G g      | Г г       |                          | ɡ         |
| H h      | Х х       |                          | x         |
| I I      | И и       |                          | i         |
| J j      | Ј ј       | cir. й                   | j         |
| K k      | К к       |                          | k         |
| L l      | Л л       |                          | ɫ ~ l     |
| LJ Lj lj | Љ љ       | cir. ль                  | lʲ ~ ʎ    |
| M m      | М м       |                          | m         |
| N n      | No        |                          | n         |
| NJ Nj nj | Њ њ       | cir. нь                  | nʲ ~ ɲ    |
| O o      | О о       |                          | ɔ         |
| P p      | П п       |                          | p         |
| R r      | Р р       |                          | r         |
| S s      | С с       |                          | s         |
| Š š      | Ш ш       | lat. sz, sx              | ʃ ~ ʂ     |
| T t      | Т т       |                          | t         |
| U u      | У у       |                          | u         |
| V v      | В в       |                          | v         |
| Y y      | Ы ы       | lat. i, Cir. и           | ɨ ~ ɪ ~ i |
| Z z      | З з       |                          | z         |
| Ž ž      | Ж ж       | lat. ż, zs, zx           | ʒ ~ ʐ     |

(La pronuncia è approssimativa; l'esatta realizzazione dipenderà dall'accento di chi parla. Ad esempio, gli slavi meridionali sostituiranno tipicamente /i/ per y / ы)
Oltre all'alfabeto di base sopra, l'alfabeto latino interslavo ha anche una serie di lettere opzionali. Differiscono dall'ortografia standard perché portano un segno diacritico e sono usati per trasmettere ulteriori informazioni etimologiche e collegarsi direttamente al proto-slavo e all'antico slavo ecclesiastico. La pronuncia potrebbe non essere distinta dall'alfabeto normale.